# Podkraj, Ravne na Koroškem
Podkraj je naselje v Občini Ravne na Koroškem.